# Chemin de Fer d’Aigues-Vives
| Weidknecht-Lokomotive am Bahnhof Aigues-Vives „Aigues-Vives. La gare du tramway“ Ehemalige Trasse auf einer modernen Karte                                                                                   |                     |                                                  |                                                  |
| PLM-Bahnhof auf einer historischen Karte (Norden ist unten) |                     |                                                  |                                                  |
| Streckenlänge: | 1,697 km            |                                                  |                                                  |
| Spurweite: | 600 mm (Schmalspur) |                                                  |                                                  |
| |                     |                                                  |                                                  |
| \| \| 0 \| Obstverarbeitende Betriebe in Aigues-Vives-Bourg \| Obstverarbeitende Betriebe in Aigues-Vives-Bourg \| \| \| 2 \| Bahnhof Aigues-Vives \| Bahnhof Aigues-Vives \| \| \| \| Nîmes–Lunel PLM \| \| |                     |                                                  |                                                  |
| Kopfbahnhof Streckenanfang (Strecke außer Betrieb) | 0                   | Obstverarbeitende Betriebe in Aigues-Vives-Bourg | Obstverarbeitende Betriebe in Aigues-Vives-Bourg |
| Kopfbahnhof Streckenende (Strecke außer Betrieb) | 2                   | Bahnhof Aigues-Vives                             | Bahnhof Aigues-Vives                             |
| Bahnhof quer |                     | Nîmes–Lunel PLM                                  | Nîmes–Lunel PLM                                  |

Die Chemin de Fer d’Aigues-Vives (Französisch Chemin de Fer d'Aigues-Vives-Bourg a Aigues-Vives PLM, umgangssprachlich Tramway oder Lignette) war eine 1892–1901 von der Compagnie Nationale de Chemins de Fer à Voie Étroite betriebene knapp 2 km lange Feldbahn in Aigues-Vives im Département Gard in der Region Okzitanien in Frankreich.

## Geschichte

### Planung
Die Feldbahn mit einer Spurweite von 600 mm verband den Bahnhof Aigues-Vives an der Strecke Nîmes–Lunel der Compagnie des chemins de fer de Paris à Lyon et à la Méditerranée (PLM)  mit den obstverarbeitenden Betrieben im Ort. Die Betriebe produzierten unter anderem Wein, Marmeladen und Fruchtsirup sowie Holzfässer zum Transport dieser obstwirtschaftlichen Produkte.
Die Tatsache, dass der in Aigues-Vives geborene Abgeordnete der Nationalversammlung, Émile Jamais, im Juni 1886 der mit der für den Konzessionsantrag zusammengestellte Eisenbahn-Kommission angehörte, erklärt, warum diese sich mit den Gesetzen für den Bau von Schmalspurbahnen und der erforderlichen Antragstellung gut auskannte. Die Konzession für die Lokalbahn wurde 1891 an die Compagnie Nationale des Chemins de Fer a Voie Etroite (landesweite staatliche Gesellschaft für Schmalspurbahnen) und drei Pariser Investoren vergeben, die sofort mit der Ausführung der Bauarbeiten begann.

### Streckenbau
Die endgültige Route wurde 1891 festgelegt und die Transporttarife genehmigt. Anfang 1892 wurde die Bahn fertiggestellt und am 18. Juni 1892 offiziell in Betrieb genommen. Die 1697 m lange eingleisige Strecke verlief vom Ort Aigues Vives bis zum Bahnhof Aigues Vives der PLM auf einer 3,20 m breiten Trasse.

### Betrieb
Ursprünglicher Konzessionär war die Compagnie Nationale de Chemins de Fer a Voie Etroite mit Wirkung ab 1891. Dies war ein kurzlebiges Unternehmen, das aus einem Pariser Luxushotel heraus arbeitete, wahrscheinlich nur Spekulanten. Der Conseil Municipal brachte das Projekt voran. Die Société Cévenole du Chemin de Fer d'Aigues-Vives-Bourg a Aigues-Vives PLM betrieb die Linie seit 1897.
Fahrplanmäßig wurden für den gemischten Personen- und Güterverkehr in jeder Richtung vier Züge mit jeweils einem Personenwagen pro Tag eingesetzt. Die Händler des Ortes hatten sich verpflichtet, alle von ihnen gekauften oder verkauften Waren mit der Bahn zu transportieren. In den letzten Jahren des 19. Jahrhunderts waren mehr als 40 zum Teil sehr bedeutende Häuser im Großhandel oder Barrique-Weinhandel tätig. Zu dieser Zeit erreichte der wirtschaftliche Wohlstand von Aigues-Vives seinen ersten Höhepunkt. Später wurde der Wein erst in den Verbraucherländern in Flaschen abgefüllt, wobei der direkte Transport vom Weingut anfangs mit Weinfasswagen und später mit Kesselwagen sehr erleichtert wurde. Daraufhin verschwanden nach und nach die Küfer und schließlich die Wein-Großhändler, so dass das Transportaufkommen sank.

### Stilllegung
Am 6. Februar 1901 wurde der Betrieb aufgrund finanzieller Schwierigkeiten eingestellt. Am 28. März 1901 wurde die Gesellschaft wegen des aufgelaufenen Defizits aufgelöst. Die Schienenfahrzeuge wurden verkauft. Die stillgelegte Strecke wurde abgebaut, nur die kleinen Brücken blieben zunächst erhalten, und Teile der Trasse wurden als Feldweg genutzt, der nahezu parallel zur Rue de la Gare verläuft, die vom Ort zum Bahnhof führt. Später wurde das Gelände des ehemaligen Schmalspurbahnhofs im Ort für den Viehtrieb und ab 1931 als Stierkampfarena sowie als Festplatz genutzt.

## Schienenfahrzeuge
- Nr. 1 und Nr. 2: Zwei dreiachsige B1' 2nt Dampflokomotiven von Weidknecht (Hersteller-Nr. 568 und 569, ausgeliefert 1892).
- Eine zweiachsige B 2nt Dampflokomotive von Orenstein & Koppel (gleiche Bauart wie die Lok der Sandgruben von Nemours)
- Offene und gedeckte Güterwagen der Firma Decauville